# ハヤカワ・SF・シリーズ
ハヤカワ・SF・シリーズは、早川書房が1957年12月から1974年11月までに318冊刊行したSF小説の叢書。1975年以降も増刷されたものもある。銀の背表紙であったことから「銀背」の愛称で親しまれ、「（ハヤカワ）ポケットSF」とも呼ばれた。E・E・スミスやH・G・ウェルズなどの古典作品は金の背表紙（金背）であった。
判型は先行して刊行されていたハヤカワ・ポケット・ミステリ（ポケミス）と同じく「ポケット・ブック判」という独自サイズ（縦18.4cm、横10.6cm）の上下二段組で、箱入り。
1957年12月「ハヤカワ・ファンタジイ」という名称で刊行開始。これは当時まだ偏見の強かった「サイエンス・フィクション」という言葉をあえて避けたものである。取り上げる作品としては、一般読者、とくにミステリの読者を意識して、最初からプロパーなSFを選ばず、サスペンス・スリラーとしても読めるものを選ぶ方針とした。
本シリーズ最後の書籍は1974年11月に刊行されたハリイ・ハリスン『殺意の惑星』（318冊目）である。その4年前にあたる1970年8月にはハヤカワSF文庫（現・ハヤカワ文庫SF）が刊行されており、早川書房のSFレーベルはハヤカワSF文庫に１本化される事となった。
本シリーズから刊行された318冊のうち、181冊はハヤカワSF文庫からも再販され、36冊は他の叢書や他社から再出版された。
2012年には同じくポケット・ブック判で新☆ハヤカワ・SF・シリーズが創刊された。

## 年表
- 1957年 12月 - 「ハヤカワ・ファンタジイ」として刊行開始[2]。ジャック・フィニイ『盗まれた街』、カート・シオドマク『ドノヴァンの脳髄』[2]
- 1962年  4月 - レイ・ブラッドベリ『太陽の黄金の林檎』からハヤカワ・SF・シリーズに改称。
- 1974年 11月 - ハリイ・ハリスン『殺意の惑星』が最後（318冊目）の刊行となる[2]。
- 1984年 11月 - ハヤカワ・SF・スペシャルとして栗本薫『火星の大統領カーター』がハヤカワ・SF・シリーズと同じ装丁で刊行される[6]。
- 1995年  9月 - 早川書房創立50周年記念として、カート・シオドマク『ドノヴァンの脳髄』の第4版、エリック・フランク・ラッセル『超生命ヴァイトン』（初版1964年刊）の第6版、ヒューゴー・ガーンズバック『ラルフ124C41+』（初版1966年刊）の第2版、ジョン・W・キャンベル『影が行く』（初版1967年刊）の第2版が発行される。
- 「SFマガジン」2016年8月号で「ハヤカワSFシリーズ総解説」が特集される。